# Риалма
Риалма (порт. Rialma)  —  муниципалитет в Бразилии, входит в штат Гояс. Составная часть мезорегиона Центр штата Гойас. Входит в экономико-статистический  микрорегион Серис. Население составляет 13 000 человек на 2006 год. Занимает площадь 268,958 км². Плотность населения — 41,5 чел./км².

## История
Город основан в 1953 году.

## Статистика
- Валовой внутренний продукт на 2003 год составляет 62 323 239,00 реалов (данные: Бразильский институт географии и статистики).
- Валовой внутренний продукт на душу населения на 2003 год составляет 5808,86 реалов (данные: Бразильский институт географии и статистики).
- Индекс развития человеческого потенциала на 2000 год составляет 0,777 (данные: Программа развития ООН).